# پروانه دانه‌خوار آفتاب‌گردان
آفت پروانه دانه‌خوار آفتاب‌گردان با نام علمی Homoeosoma nebulella
از مهم‌ترین آفات آفتاب‌گردان است.

## دوره زندگی
پروانه‌های دانه‌خوار در اواخر بهار ظاهر شده و پس از جفت‌گیری، حشره ماده تخمهای خود را به طور دسته‌ای یا انفرادی روی گلها یا برگچهها قرار می‌دهد.
لاروها پس از خروج از تخم، ممکن است در عمق ۳ تا ۵ میلیمتری خاک به شفیره تبدیل شوند، بدین ترتیب که لاروهای کامل دست از تغذیه کشیده و با تنیدن تار نازک خود را به طرف زمین آویخته و روی سطح زمین قرار می‌گیرد. لاروهای کامل ممکن است به مغز طَبَق نفوذ کرده و در آنجا تبدیل به شفیره شود.
لاروهای پروانه دانه‌خوار آفتابگردان در اوایل از گلها و برگچه‌ها مختصر تغذیه کرده و سپس به دانه‌ها حمله می‌کند، حمله آفت به طور لکه‌های نامنظم روی طَبَق گل آفتابگردان شروع می‌شود و بسته به شدت حمله آفت، تعداد این لکه‌ها فرق می‌کند.
در ابتدا خسارت در قسمت‌های کناری طَبَق صورت می‌گیرد، به تدریج دانه‌های کناری سخت شده ولی دانه‌های میانی طَبَق، نرم و آبدار است و به این دلیل دانه‌های نرم مورد حمله قرار می‌گیرند.

## روش‌های مبارزه
شخم زمستانه برای از بین بردن کرمینه‌ها و شفیره‌های آفت که در حال زمستان گذرانی هستند برای مبارزه با این آفت بسیار مؤثر است.
همچنین سمپاشی با استفاده از تیودان یا دیازینون در ۲ نوبت هم‌زمان با تشکیل گل ۱۰ روز بعد از سم‌پاشی اول توصیه شده‌است، زنبورهای براکون نیز قادرند لاروهای آفت را از بین ببرند.

## پراکنش در ایران
در بیشتر نواحی انتشار دارد و شروع آن تاکنون از استان‌های گلستان، اردبیل، فارس و خوزستان گزارش شده‌است.